# Bowenia spectabilis
Bowenia spectabilis là một loài thực vật thuộc họ Stangeriaceae. Đây là loài đặc hữu của Úc. Môi trường sống tự nhiên của chúng là rừng ẩm vùng đất thấp nhiệt đới hoặc cận nhiệt đới.

## Hình ảnh

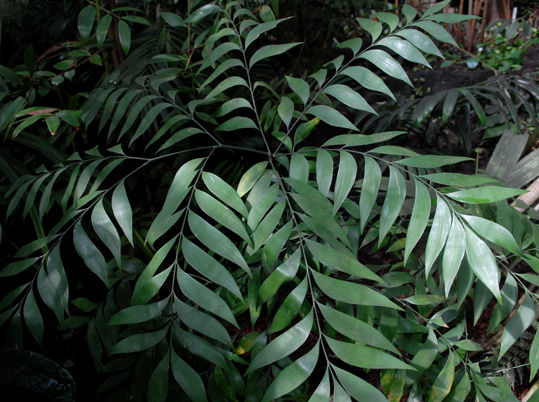
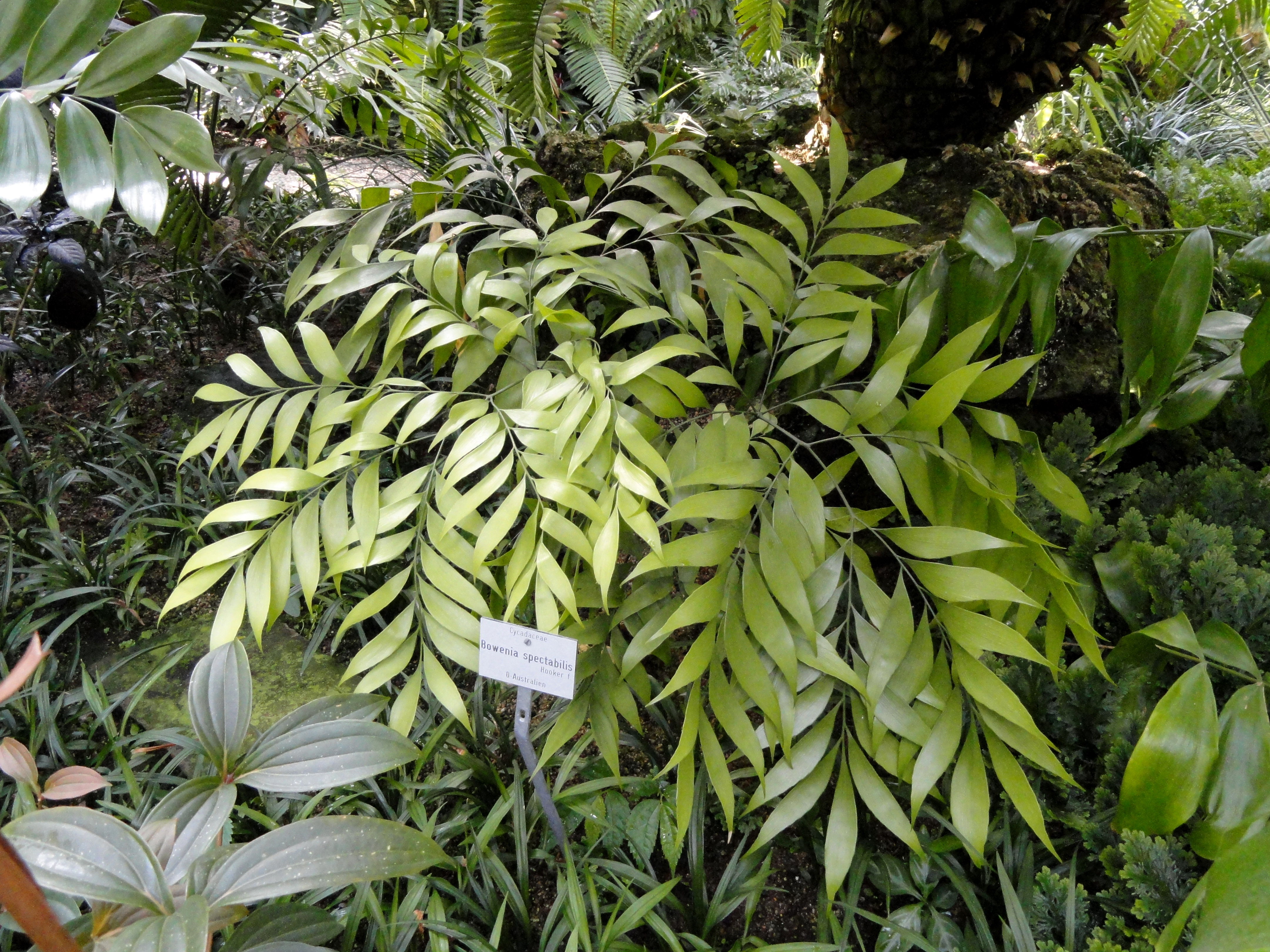